# Theridion rampum
Theridion rampum là một loài nhện trong họ Theridiidae.
Loài này thuộc chi Theridion. Theridion rampum được Herbert Walter Levi miêu tả năm 1963.